# Liste der Monuments historiques in Labergement-Sainte-Marie
Die Liste der Monuments historiques in Labergement-Sainte-Marie führt die Monuments historiques in der französischen Gemeinde Labergement-Sainte-Marie auf.

## Liste der Immobilien
| Bezeichnung         | Beschreibung | Standort                                         | Kennzeichnung | Schutzstatus     | Datum     | Bild           |
| ------------------- | --- | ------------------------------------------------ | ------------- | ---------------- | --------- | -------------- |
| Maison La Clouterie | Herrenhaus, 18. Jahrhundert, ab 1863 Atelier des Malers Paul-Étienne Courier de Méré; 2015 durch einen Brand zerstört | Granges-Sainte-Marie, 1 chemin des Fretes (Lage) | PA00101766    | Inscrit gelöscht | 1990 2016 | weitere Bilder |

## Liste der Objekte
| Bezeichnung                                       | Beschreibung | Standort                                                   | Kennzeichnung | Schutzstatus | Datum | Bild |
| ------------------------------------------------- | --- | ---------------------------------------------------------- | ------------- | ------------ | ----- | ---- |
| Skulptur Heilige Barbara                          | Alabaster, vergoldet, 16. Jahrhundert                                                                                | Labergement-Sainte-Marie, in der Kirche St-Théodule (Lage) | PM25000839    | Classé       | 1962  |      |
| Hauptaltar                                        | Altaraufbau, Tabernakel und Predella; Holz, vergoldet, 18. Jahrhundert                                               | Grange-Neuve, in der Kapelle St-Théodule (Lage)            | PM25002170    | Inscrit      | 1999  |      |
| Zwei Engelsskulpturen                             | Holz, farbig gefasst und vergoldet, 17. Jahrhundert                                                                  | Grange-Neuve, in der Kapelle St-Théodule (Lage)            | PM25002171    | Inscrit      | 1999  |      |
| Skulptur Heiliger Theodor von Sitten              | Holz, farbig gefasst, 19. Jahrhundert                                                                                | Grange-Neuve, in der Kapelle St-Théodule (Lage)            | PM25002172    | Inscrit      | 1999  |      |
| Gemälde Heiliger Theodor von Sitten               | Ölfarbe auf Leinwand, 19. Jahrhundert                                                                                | Grange-Neuve, in der Kapelle St-Théodule (Lage)            | PM25002173    | Inscrit      | 1999  |      |
| Gemälde Heiliger Antonius der Große               | Ölfarbe auf Leinwand, 19. Jahrhundert                                                                                | Grange-Neuve, in der Kapelle St-Théodule (Lage)            | PM25002174    | Inscrit      | 1999  |      |
| Gemälde Unterweisung Mariens                      | Ölfarbe auf Leinwand, 19. Jahrhundert                                                                                | Grange-Neuve, in der Kapelle St-Théodule (Lage)            | PM25002175    | Inscrit      | 1999  |      |
| Gemälde Kruzifix                                  | Ölfarbe auf Leinwand, 17. Jahrhundert                                                                                | Grange-Neuve, in der Kapelle St-Théodule (Lage)            | PM25002176    | Inscrit      | 1999  |      |
| Zwei Armreliquiare                                | Holz, farbig gefasst und vergoldet, 18. Jahrhundert                                                                  | Grange-Neuve, in der Kapelle St-Théodule (Lage)            | PM25002177    | Inscrit      | 1999  |      |
| Reliquiar                                         | Metall, versilbert, 19. Jahrhundert                                                                                  | Grange-Neuve, in der Kapelle St-Théodule (Lage)            | PM25002178    | Inscrit      | 1999  |      |
| Grafik Schwarze Madonna von Einsiedeln            | Druckerschwärze auf Papier, 17. Jahrhundert                                                                          | Grange-Neuve, in der Kapelle St-Théodule (Lage)            | PM25002179    | Inscrit      | 1999  |      |
| Zwei Skulpturen von Engeln mit Passionswerkzeugen | Alabaster, erste Hälfte des 16. Jahrhunderts                                                                         | Grange-Neuve, in der Kapelle St-Théodule (Lage)            | PM25000795    | Classé       | 1908  |      |
| 36 Gemälde                                        | Ensemble aus PM25001665 bis PM25001700; vermutlich 2015 zerstört                                                     | Granges-Sainte-Marie, im Maison La Clouterie (Lage)        | PM25000841    | Classé       | 1988  |      |
| Gemälde Heimkehr des verlorenen Sohns             | Ölfarbe auf Leinwand, zweite Hälfte des 19. Jahrhunderts, von Paul-Étienne Courier de Méré; vermutlich 2015 zerstört | Granges-Sainte-Marie, im Maison La Clouterie (Lage)        | PM25001665    | Classé       | 1988  |      |
| Gemälde Grablegung                                | Ölfarbe auf Leinwand, zweite Hälfte des 19. Jahrhunderts, von Paul-Étienne Courier de Méré; vermutlich 2015 zerstört | Granges-Sainte-Marie, im Maison La Clouterie (Lage)        | PM25001666    | Classé       | 1988  |      |
| Gemälde Wundersamer Fischzug                      | Ölfarbe auf Leinwand, zweite Hälfte des 19. Jahrhunderts, von Paul-Étienne Courier de Méré; vermutlich 2015 zerstört | Granges-Sainte-Marie, im Maison La Clouterie (Lage)        | PM25001667    | Classé       | 1988  |      |
| Gemälde Flucht nach Ägypten                       | Ölfarbe auf Leinwand, zweite Hälfte des 19. Jahrhunderts, von Paul-Étienne Courier de Méré; vermutlich 2015 zerstört | Granges-Sainte-Marie, im Maison La Clouterie (Lage)        | PM25001668    | Classé       | 1988  |      |
| Gemälde Biblische Szene mit Lanzenträger          | Ölfarbe auf Leinwand, zweite Hälfte des 19. Jahrhunderts, von Paul-Étienne Courier de Méré; vermutlich 2015 zerstört | Granges-Sainte-Marie, im Maison La Clouterie (Lage)        | PM25001669    | Classé       | 1988  |      |
| Gemälde Großer wundersamer Fischzug               | Ölfarbe auf Leinwand, zweite Hälfte des 19. Jahrhunderts, von Paul-Étienne Courier de Méré; vermutlich 2015 zerstört | Granges-Sainte-Marie, im Maison La Clouterie (Lage)        | PM25001670    | Classé       | 1988  |      |
| Gemälde Bau der Arche                             | Ölfarbe auf Leinwand, zweite Hälfte des 19. Jahrhunderts, von Paul-Étienne Courier de Méré; vermutlich 2015 zerstört | Granges-Sainte-Marie, im Maison La Clouterie (Lage)        | PM25001671    | Classé       | 1988  |      |
| Gemälde Urteil des Paris                          | Ölfarbe auf Leinwand, zweite Hälfte des 19. Jahrhunderts, von Paul-Étienne Courier de Méré; vermutlich 2015 zerstört | Granges-Sainte-Marie, im Maison La Clouterie (Lage)        | PM25001672    | Classé       | 1988  |      |
| Gemälde Geburt der Venus                          | Ölfarbe auf Leinwand, zweite Hälfte des 19. Jahrhunderts, von Paul-Étienne Courier de Méré; vermutlich 2015 zerstört | Granges-Sainte-Marie, im Maison La Clouterie (Lage)        | PM25001673    | Classé       | 1988  |      |
| Gemälde Esau und Jakob                            | Ölfarbe auf Leinwand, zweite Hälfte des 19. Jahrhunderts, von Paul-Étienne Courier de Méré; vermutlich 2015 zerstört | Granges-Sainte-Marie, im Maison La Clouterie (Lage)        | PM25001674    | Classé       | 1988  |      |
| Gemälde Ruth und Boas                             | Ölfarbe auf Leinwand, zweite Hälfte des 19. Jahrhunderts, von Paul-Étienne Courier de Méré; vermutlich 2015 zerstört | Granges-Sainte-Marie, im Maison La Clouterie (Lage)        | PM25001675    | Classé       | 1988  |      |
| Gemälde Turmbau zu Babel                          | Ölfarbe auf Leinwand, zweite Hälfte des 19. Jahrhunderts, von Paul-Étienne Courier de Méré; vermutlich 2015 zerstört | Granges-Sainte-Marie, im Maison La Clouterie (Lage)        | PM25001676    | Classé       | 1988  |      |
| Gemälde Der Jakobsbrunnen                         | Ölfarbe auf Leinwand, zweite Hälfte des 19. Jahrhunderts, von Paul-Étienne Courier de Méré; vermutlich 2015 zerstört | Granges-Sainte-Marie, im Maison La Clouterie (Lage)        | PM25001677    | Classé       | 1988  |      |
| Gemälde Ernte                                     | Ölfarbe auf Leinwand, zweite Hälfte des 19. Jahrhunderts, von Paul-Étienne Courier de Méré; vermutlich 2015 zerstört | Granges-Sainte-Marie, im Maison La Clouterie (Lage)        | PM25001678    | Classé       | 1988  |      |
| Gemälde Heilige Cäcilia                           | Ölfarbe auf Leinwand, zweite Hälfte des 19. Jahrhunderts, von Paul-Étienne Courier de Méré; vermutlich 2015 zerstört | Granges-Sainte-Marie, im Maison La Clouterie (Lage)        | PM25001679    | Classé       | 1988  |      |
| Gemälde Kreuzabnahme                              | Ölfarbe auf Leinwand, zweite Hälfte des 19. Jahrhunderts, von Paul-Étienne Courier de Méré; vermutlich 2015 zerstört | Granges-Sainte-Marie, im Maison La Clouterie (Lage)        | PM25001680    | Classé       | 1988  |      |
| Gemälde Auffindung des Moses                      | Ölfarbe auf Leinwand, zweite Hälfte des 19. Jahrhunderts, von Paul-Étienne Courier de Méré; vermutlich 2015 zerstört | Granges-Sainte-Marie, im Maison La Clouterie (Lage)        | PM25001681    | Classé       | 1988  |      |
| Gemälde Die Ährenleserinnen                       | Ölfarbe auf Leinwand, zweite Hälfte des 19. Jahrhunderts, von Paul-Étienne Courier de Méré; vermutlich 2015 zerstört | Granges-Sainte-Marie, im Maison La Clouterie (Lage)        | PM25002681    | Classé       | 1988  |      |
| Gemälde Der Jakobsbrunnen                         | Ölfarbe auf Leinwand, zweite Hälfte des 19. Jahrhunderts, von Paul-Étienne Courier de Méré; vermutlich 2015 zerstört | Granges-Sainte-Marie, im Maison La Clouterie (Lage)        | PM25001683    | Classé       | 1988  |      |
| Gemälde Der Jakobsbrunnen                         | Ölfarbe auf Leinwand, zweite Hälfte des 19. Jahrhunderts, von Paul-Étienne Courier de Méré; vermutlich 2015 zerstört | Granges-Sainte-Marie, im Maison La Clouterie (Lage)        | PM25001684    | Classé       | 1988  |      |
| Gemälde Susanna im Bade                           | Ölfarbe auf Leinwand, zweite Hälfte des 19. Jahrhunderts, von Paul-Étienne Courier de Méré; vermutlich 2015 zerstört | Granges-Sainte-Marie, im Maison La Clouterie (Lage)        | PM25001685    | Classé       | 1988  |      |
| Gemälde Christus in der Marter                    | Ölfarbe auf Leinwand, zweite Hälfte des 19. Jahrhunderts, von Paul-Étienne Courier de Méré; vermutlich 2015 zerstört | Granges-Sainte-Marie, im Maison La Clouterie (Lage)        | PM25001686    | Classé       | 1988  |      |
| Gemälde Frauen in Rot/Nausikaa                    | Ölfarbe auf Leinwand, zweite Hälfte des 19. Jahrhunderts, von Paul-Étienne Courier de Méré; vermutlich 2015 zerstört | Granges-Sainte-Marie, im Maison La Clouterie (Lage)        | PM25001687    | Classé       | 1988  |      |
| Gemälde Die Pilger                                | Ölfarbe auf Leinwand, zweite Hälfte des 19. Jahrhunderts, von Paul-Étienne Courier de Méré; vermutlich 2015 zerstört | Granges-Sainte-Marie, im Maison La Clouterie (Lage)        | PM25001688    | Classé       | 1988  |      |
| Gemälde Gastmahl beim Simon                       | Ölfarbe auf Leinwand, zweite Hälfte des 19. Jahrhunderts, von Paul-Étienne Courier de Méré; vermutlich 2015 zerstört | Granges-Sainte-Marie, im Maison La Clouterie (Lage)        | PM25001689    | Classé       | 1988  |      |
| Gemälde Weinlese                                  | Ölfarbe auf Leinwand, zweite Hälfte des 19. Jahrhunderts, von Paul-Étienne Courier de Méré; vermutlich 2015 zerstört | Granges-Sainte-Marie, im Maison La Clouterie (Lage)        | PM25001690    | Classé       | 1988  |      |
| Gemälde Gastmahl bei Simon                        | Ölfarbe auf Leinwand, zweite Hälfte des 19. Jahrhunderts, von Paul-Étienne Courier de Méré; vermutlich 2015 zerstört | Granges-Sainte-Marie, im Maison La Clouterie (Lage)        | PM25001691    | Classé       | 1988  |      |
| Gemälde Davids Sieg über Goliath                  | Ölfarbe auf Leinwand, zweite Hälfte des 19. Jahrhunderts, von Paul-Étienne Courier de Méré; vermutlich 2015 zerstört | Granges-Sainte-Marie, im Maison La Clouterie (Lage)        | PM25001692    | Classé       | 1988  |      |
| Gemälde Badende Frauen                            | Ölfarbe auf Leinwand, zweite Hälfte des 19. Jahrhunderts, von Paul-Étienne Courier de Méré; vermutlich 2015 zerstört | Granges-Sainte-Marie, im Maison La Clouterie (Lage)        | PM25001693    | Classé       | 1988  |      |
| Gemälde Einzug nach Jerusalem                     | Ölfarbe auf Leinwand, zweite Hälfte des 19. Jahrhunderts, von Paul-Étienne Courier de Méré; vermutlich 2015 zerstört | Granges-Sainte-Marie, im Maison La Clouterie (Lage)        | PM25001694    | Classé       | 1988  |      |
| Gemälde Josef wird von seinen Brüdern verkauft    | Ölfarbe auf Leinwand, zweite Hälfte des 19. Jahrhunderts, von Paul-Étienne Courier de Méré; vermutlich 2015 zerstört | Granges-Sainte-Marie, im Maison La Clouterie (Lage)        | PM25001695    | Classé       | 1988  |      |
| Gemälde Landschaft mit Pferd                      | Ölfarbe auf Leinwand, zweite Hälfte des 19. Jahrhunderts, von Paul-Étienne Courier de Méré; vermutlich 2015 zerstört | Granges-Sainte-Marie, im Maison La Clouterie (Lage)        | PM25001696    | Classé       | 1988  |      |
| Gemälde Die Entführung Europas                    | Ölfarbe auf Leinwand, zweite Hälfte des 19. Jahrhunderts, von Paul-Étienne Courier de Méré; vermutlich 2015 zerstört | Granges-Sainte-Marie, im Maison La Clouterie (Lage)        | PM25001697    | Classé       | 1988  |      |
| Gemälde Meditation                                | Ölfarbe auf Leinwand, zweite Hälfte des 19. Jahrhunderts, von Paul-Étienne Courier de Méré; vermutlich 2015 zerstört | Granges-Sainte-Marie, im Maison La Clouterie (Lage)        | PM25001698    | Classé       | 1988  |      |
| Gemälde Durchquerung einer Furt                   | Ölfarbe auf Leinwand, zweite Hälfte des 19. Jahrhunderts, von Paul-Étienne Courier de Méré; vermutlich 2015 zerstört | Granges-Sainte-Marie, im Maison La Clouterie (Lage)        | PM25001699    | Classé       | 1988  |      |
| Gemälde Heilige Familie                           | Ölfarbe auf Leinwand, zweite Hälfte des 19. Jahrhunderts, von Paul-Étienne Courier de Méré; vermutlich 2015 zerstört | Granges-Sainte-Marie, im Maison La Clouterie (Lage)        | PM25001700    | Classé       | 1988  |      |